# Rademacherverteilung
Die Rademacherverteilung ist eine Wahrscheinlichkeitsverteilung und somit dem mathematischen Teilgebiet der Stochastik zuzuordnen. Bei ihr handelt es sich um eine einfach univariate diskrete Wahrscheinlichkeitsverteilung auf {\displaystyle \{-1,1\}}, die unter anderem zur Definition der symmetrischen einfachen Irrfahrt auf {\displaystyle \mathbb {Z} } genutzt wird.
Sie ist nach Hans Rademacher (1892–1969) benannt.

## Definition
Die Rademacherverteilung ist definiert auf {\displaystyle \{-1,1\}} und besitzt die Wahrscheinlichkeitsfunktion
{\displaystyle f(n)={\begin{cases}0{,}5&{\text{ falls }}n=-1\\0{,}5&{\text{ falls }}n=1\end{cases}}}
Die Verteilungsfunktion ist dann
{\displaystyle F_{X}(t)={\begin{cases}0&{\text{ falls }}t<-1\\0{,}5&{\text{ falls }}-1\leq t<1\\1&{\text{ falls }}t\geq 1\end{cases}}}

## Eigenschaften

### Erwartungswert und andere Lagemaße
Der Erwartungswert einer rademacherverteilten Zufallsvariablen ist
{\displaystyle \operatorname {E} (X)=0}.
Der Median ist
{\displaystyle {\tilde {m}}=0}.

### Varianz
Die Varianz entspricht der Standardabweichung:
{\displaystyle \operatorname {Var} (X)=\sigma _{X}=1}.

### Symmetrie
Die Rademacherverteilung ist symmetrisch um die 0.

### Schiefe
Die Schiefe ist
{\displaystyle \operatorname {v} (X)=0}.

### Exzess und Wölbung
Der Exzess der Rademacherverteilung ist
{\displaystyle \gamma =-2}.
Damit ist die Wölbung
{\displaystyle \beta _{2}=1}.

### Höhere Momente
Die {\displaystyle k}-ten Momente sind
{\displaystyle m_{k}={\begin{cases}\displaystyle 0,&{\mbox{ falls }}k{\mbox{ gerade}},\\1,&{\mbox{ falls }}k{\mbox{ ungerade}}.\end{cases}}}

### Entropie
Die Entropie ist
{\displaystyle \mathrm {H} (X)=\log _{2}(2)}
gemessen in Bit.

### Kumulanten
Die kumulantenerzeugende Funktion ist
{\displaystyle g_{X}(t)=\ln(\cosh(t))}.
Damit ist die erste Ableitung
{\displaystyle g'_{X}(t)=\tanh(t)}
und daher {\displaystyle \tau _{1}=0} die erste Kumulante. Für die höheren Ableitungen gibt es geschlossene Darstellungen.

### Momenterzeugende Funktion
Die momenterzeugende Funktion ist
{\displaystyle M_{X}(t)=\cosh(t)}.

### Charakteristische Funktion
Die charakteristische Funktion ist
{\displaystyle \varphi _{X}(t)=\cos(t)}.

## Beziehung zu anderen Verteilungen

### Beziehung zur Zweipunktverteilung
Die Rademacherverteilung ist eine Zweipunktverteilung mit {\displaystyle a=-1,b=1,p=q=0{,}5}.

### Beziehung zur diskreten Gleichverteilung
Die Rademacherverteilung ist eine diskrete Gleichverteilung auf {\displaystyle x_{1}=-1,x_{2}=1}.

### Beziehung zur Bernoulliverteilung
Sowohl die Bernoulliverteilung mit {\displaystyle p=q=0{,}5} als auch die Rademacherverteilung modellieren einen fairen Münzwurf (oder eine faire, zufällige Ja/Nein-Entscheidung). Der Unterschied besteht lediglich darin, dass Kopf (Erfolg) und Zahl (Misserfolg) unterschiedlich kodiert werden.

### Beziehung zur Binomialverteilung und der stochastischen Irrfahrt
Sind {\displaystyle X_{1},X_{2},\dots } unabhängige rademacherverteilte Zufallsvariablen, so ist
{\displaystyle Y_{n}:=\sum _{i=1}^{n}X_{i}}
genau die symmetrische einfache Irrfahrt auf {\displaystyle \mathbb {Z} }. Demnach ist
{\displaystyle 0{,}5\left(n+\sum _{i=1}^{n}X_{i}\right)\sim \operatorname {Bin} (n;0{,}5)}
also binomialverteilt.

### Beziehung zur Laplaceverteilung
Ist {\displaystyle X} rademacherverteilt, und ist {\displaystyle Y} exponentialverteilt zum Parameter {\displaystyle \lambda }, so ist {\displaystyle X\cdot Y} laplaceverteilt zu dem Lageparameter 0 und dem Skalenparameter {\displaystyle {\frac {1}{\lambda }}}.

## Vorkommen
Die Rademacherverteilung wird in der Funktionalanalysis für den Begriff des Typs und Kotyps zur Klassifikation von Banach-Räumen verwendet.